# جنگل‌های خشک بالاس
جنگل‌های خشک بالاس (به اسپانیایی: Bosques secos del Balsas) یک منطقهٔ مسکونی و جنگل در مکزیک است که در گررو واقع شده‌است.